# Тишенківка (село)
Тишенкі́вка — село в Україні, у Красноградському районі Харківської області. Населення становить 478 осіб.

## Географія
Село Тишенківка знаходиться на відстані 4 км від селища Тишенківка. У селі бере початок Балка Тишенківка.

## Історія
1834 — дата заснування.
Під час організованого радянською владою Голодомору 1932—1933 років померло щонайменше 399 жителів села.
Колишній орган місцевого самоврядування — Зорянська сільська рада.

## Населення
Згідно з переписом УРСР 1989 року чисельність наявного населення села становила 549 осіб, з яких 247 чоловіків та 302 жінки.
За переписом населення України 2001 року в селі мешкали 473 особи.

### Мова
Розподіл населення за рідною мовою за даними перепису 2001 року:
| Мова       | Відсоток |
| ---------- | -------- |
| українська | 93,72 %  |
| російська  | 4,81 %   |
| білоруська | 0,84 %   |
| інші       | 0,63 %   |

## Економіка
- Молочно-товарна ферма.
- Невеликий глиняний кар'єр.

## Відомі люди
Уродженкою села є:
- Перебийніс Валентина Ісидорівна — доктор філологічних наук, професор.
- Перепелиця Костянтин Іванович — радянський та білоруський актор театру та кіно, театральний педагог, заслужений артист Білоруської РСР.